# Malewicze (obwód homelski)
Malewicze (błr. Малевічы, ros. Малевичи) – wieś na Białorusi, w rejonie żłobińskim obwodu homelskiego, około 9 km na zachód od Żłobina, siedziba sielsowietu.
Znajduje tu się przystanek kolejowy Malewicze, położony na linii Homel - Żłobin - Mińsk.

## Historia
Od XVI wieku Malewicze należały do powiatu rzeczyckiego Rzeczypospolitej. Były dziedzictwem rodziny Żukowskich.
Wieś szlachecka położona była w końcu XVIII wieku w powiecie rzeczyckim województwa mińskiego.
W XIX wieku potwierdzały to spisy m.in. w 1816 i 1869 roku, w latach 80. XIX wieku wieś należała do Józefa Żukowskiego.
W 1792 roku wzniesiono tu cerkiew. W 1869 roku działały tu 2 karczmy i młyn wodny. W 1872 roku otworzono tu szkołę (która w 1889 roku miała 36 uczniów). Od listopada 1873 roku działała tu stacja kolei lipawsko-romeńskiej. Szkoła od 1911 roku miała własną bibliotekę.
Dynamika zmian liczby ludności mieszkającej w Malewiczach na przestrzeni ostatnich 130 lat pokazana jest na wykresie.
W wyniku II rozbioru Polski wieś znalazła się w 1793 roku w Imperium Rosyjskim. Po I wojnie światowej znalazła się w ZSRR, a od 1991 roku – na Białorusi.
Wieś od 1924 roku jest siedzibą sielsowietu. W 1929 roku zorganizowano tu kołchoz „Czerwony Partyzant”. Wieś została spalona w czasie II wojny światowej, we wrześniu 1943 roku przez Niemców. Działa tu sowchoz im. W.I. Kozłowa.

## Dawne zabytki
W I połowie XIX wieku Żukowscy zbudowali duży dwór, drewniany, wzniesiony na wysokiej podmurówce, o jedenastoosiowej elewacji, na planie prostokąta. Przed środkową, piętrową, trzyosiową środkową częścią budynku był sześciokolumnowy portyk w wielkim porządku z balkonem i trójkątnym szczytem z półokrągłym oszklonym oknem. Wnętrze miało mieścić wiele stylowych mebli, obrazów i pamiątek rodzinnych zbieranych tu od co najmniej trzech pokoleń.
Z tyłu domu rozciągał się park widokowy.
Obecnie po majątku nie ma śladu. Został on opisany w 1. tomie Dziejów rezydencji na dawnych kresach Rzeczypospolitej Romana Aftanazego.